# 武夷山凸轴蕨
武夷山凸轴蕨（学名：Metathelypteris wuyishanensis）为金星蕨科凸轴蕨属下的一个种。

## 扩展阅读
維基物種上的相關：武夷山凸轴蕨